# ロバート・ディロン (第7代ロスコモン伯爵)
第7代ロスコモン伯爵ロバート・ディロン（英語: Robert Dillon, 7th Earl of Roscommon、1722年1月9日没）は、アイルランド貴族。1689年から1715年までキルケニー＝ウェスト卿の儀礼称号を使用した。

## 生涯
第6代ロスコモン伯爵ロバート・ディロンとマーガレット・パット（Margaret Putt、初代準男爵トマス・パットの娘）の息子として生まれた。1715年5月14日に父が死去するとロスコモン伯爵の爵位を継承、1717年11月11日にアイルランド貴族院議員に就任した。
1715年、コルネットとしてプリンス・オブ・ウェールズ所有乗馬連隊に入隊した。
1719年8月、エンジェル・インゴルズビー（Angel Ingoldsby、チャールズ・インゴルズビーの娘）と結婚した。
1722年1月9日に死去、ダブリンで埋葬された。弟ジェームズが爵位を継承した。